# Viscount Norwich

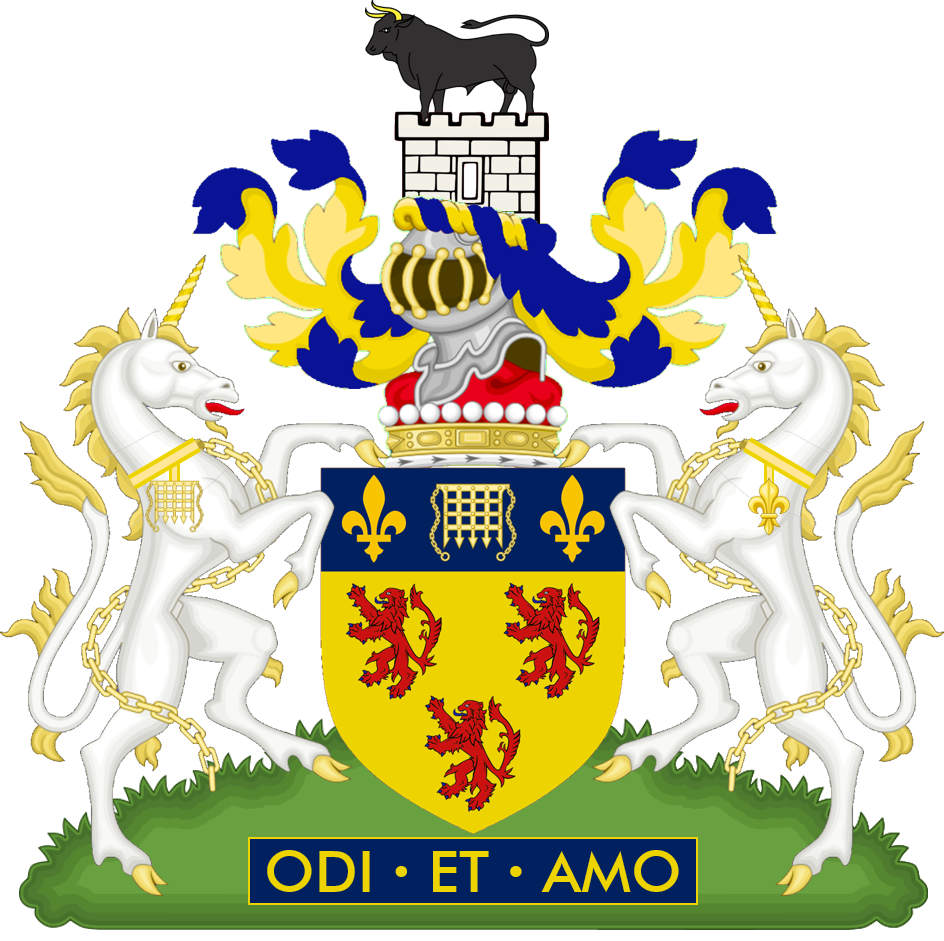
Wappen der Viscounts Norwich

Viscount Norwich, of Aldwick in the County of Sussex, ist ein erblicher britischer Adelstitel in der Peerage of the United Kingdom. 

## Verleihung
Der Titel wurde am 5. Juli 1952 für den konservativen Politiker, Schriftsteller und Diplomaten Sir Duff Cooper geschaffen. Dieser war Minister im Kriegskabinett Churchills und britischer Botschafter in Frankreich gewesen.

## Liste der Viscounts Norwich (1952)
- Alfred Duff Cooper, 1. Viscount Norwich (1890–1954)
- John Julius Cooper, 2. Viscount Norwich (1929–2018)
- Jason Cooper, 3. Viscount Norwich (* 1959)

Aktuell existiert kein Titelerbe.